# Piaskowanie (stomatologia)
Piaskowanie – zabieg higienizacyjny polegający na usunięciu przebarwień, osadu i drobin kamienia nazębnego (pozostałego po skalingu) z powierzchni zębów za pomocą strumienia wody pod ciśnieniem z dodatkiem drobin czyszczących (wodorowęglan sodu, erytrytol, glicyna) i innych substancji (w tym pęcherzyków powietrza).
Piaskowanie jest zabiegiem higienizacyjnym i może być wykonywane zarówno przez higienistę stomatologicznego, jak i stomatologa. Zabieg polega na systematycznym czyszczeniu wszystkich widocznych powierzchni każdego z zębów. Pacjent musi dość często wypluwać charakterystyczną, dość słoną zawiesinę; można też użyć odsysacza, co w dość dużym stopniu eliminuje ten problem. Zabieg jest praktycznie bezbolesny, chociaż pacjent może odczuwać pewien dyskomfort związany z długotrwałym otwarciem ust (do ok. 20 minut), słonym smakiem płynu i jego ciśnieniem, gdyż strumień kierowany jest jedynie na powierzchnię zębów, ale po odbiciu się od niej może trafić na dziąsło lub język.
W ostatnim czasie stosuje się piaskowanie do leczenia próchnicy. Strumień cząsteczek wraz ze sprężonym powietrzem usuwa chore tkanki zęba pozostawiając zdrowe nienaruszone. Metoda jest bezbolesna i może zastępować tradycyjne borowanie.